# 電波人間のRPG
「電波人間のRPG」（でんぱにんげんのアールピージー）は、ジニアス・ソノリティが開発、発売しているRPGシリーズ。サウンドディレクションはベイシスケイプ。

## 概要
現実世界で飛び交う電波の周りを漂っているという「電波人間」と呼ばれる生き物を、プレイヤーがゲーム機を通じて捕まえ、ゲーム内の世界でチームを編成して冒険させるという作品。電波人間は「縄張り」ごとに固有の姿をしており、その場所に電波が存在する限り、そこへ行けばどのプレイヤーも同じ電波人間を捕まえることができる。また、シリーズ1作目『電波人間のRPG』から『電波人間のRPG3』までは、電波人間をQRコードに変換してニンテンドー3DS本体のカメラで読み込むことが可能となっている。
電波人間は様々な姿をしているが、単に見た目が違うだけではなく、以下のように体の特徴が個々の能力を表している。
- 頭のアンテナ - 一部の電波人間の頭にはアンテナがついており、その形に応じた特技を使用できる。アンテナがついていない電波人間は、特技がない代わりにステータスが高めとなっている。
- 体色 - 電波人間の体色は、攻撃や防御に関係する属性（炎、氷など）を表している。まれに存在するストライプなど体色が複数ある電波人間は複数の属性を持つ。
- 体型 - 電波人間の背丈や胴回りは各種ステータスに関係している。大柄の場合は攻撃力が高く、小柄の場合は回避率が高い。
- 頭の形 - 頭の形が特殊な電波人間は、特技の使用時に消費するAP（アンテナポイント）を多く持っている傾向がある。

電波人間は台詞のテキストに合わせて声を発するが、この声には、株式会社日立超LSIシステムズが開発した音声合成ソフトウェア「Ruby Talk」を使用している。

## シリーズ作品

### 電波人間のRPG
『電波人間のRPG』（でんぱにんげんのアールピージー、英題：THE DENPA MEN: They Came By Wave）は、2012年2月8日より配信されたニンテンドー3DS用ソフト。
捕まえた電波人間がいる「電波人間ハウス」からメンバーを選んで最大8体のパーティーを編成する。電波人間ハウスでは、電波人間の話を聞いたり装備を整えたりすることができる。
本作には一般的なRPGのようなフィールドはなく、ダンジョンの探索がメインとなる。ボスを倒してダンジョンをクリアすると次のダンジョンが解放される。

### 電波人間のRPG2
『電波人間のRPG2』（でんぱにんげんのアールピージーツー、英題：THE ''DENPA'' MEN 2: Beyond the Waves）は、2012年9月26日より配信されたニンテンドー3DS用ソフト。物語は、前作『電波人間のRPG』の続きとなっている。
本作より、ダンジョンだけでなく一般的なRPGのようにフィールドを移動する要素が加わった。また、街中で植物を栽培したり釣りをしたりすることができる。
ニンテンドー3DS本体のすれちがい通信機能を用いたダンジョン「暗闇のどうくつ」が各所に存在する。このダンジョンは内部が暗闇に覆われており、通常は「すれちがいランプ」をともして30秒だけ探索できるが、他のプレイヤーとすれちがうことで10秒ずつ延長される。
ニンテンドー3DS本体をインターネットに接続してパーティーを登録し、他のプレイヤーのパーティーと対戦できるモードが追加された。

### 電波人間のRPG3
『電波人間のRPG3』（でんぱにんげんのアールピージースリー、英題：THE ''DENPA'' MEN 3 The Rise of Digitoll）は、2013年8月7日より配信されたニンテンドー3DS用ソフト。物語は、1作目『電波人間のRPG』よりも前の出来事となっている。
電波人間を捕まえる場面で、電波人間がカラーボールを投げつけてきて視界不良にしたり、逆にプレイヤー側が空間にあるエネルギーボールを取得してビームを放ち電波人間を痺れさせたりという駆け引き要素が追加された。一方、あらかじめ指定した条件に合った電波人間を自動で捕まえる「オートアンテナ塔」も追加された。
捕まえた電波人間は、拠点のデンパ島などにある自分の家で暮らす。また、電波人間の家のインテリアをコーディネートする要素もある。
インターネットに接続する新要素として、プレイヤー同士でアイテムを売り買いできる「バザー島」、パーティーに入れていない電波人間を貸し借りできる「レンタル島」がある。
通常の通貨とは別に「ジュエル」があり、「ジュエルショップ」で様々なアイテムと交換できる。ジュエルはゲーム内の各所やすれちがい通信で手に入るほか、課金して入手する方法もある。

### 電波人間のRPG FREE!
『電波人間のRPG FREE!』（でんぱにんげんのアールピージー フリー）は、2014年7月23日より配信されたニンテンドー3DS用ソフト。基本プレイ無料（課金要素あり）。物語は、『電波人間のRPG2』の続きであることが示唆されている。一方、本作の主人公は、前作までの主人公とは異なる。なお、前作までは過去作の電波人間を呼び出すことができたが、本作以降の作品ではできなくなっている。
電波人間の新たな要素として「転生」と「出生」がある。
- 転生 - いくつかの条件を満たして「精霊のほこら」で転生を行うと「世代」が1つ上がる。これによりレベルの上限がアップし、新たな能力を得られることもある[15]。
- 出生 - 2体の電波人間から新たな電波人間を誕生させる。この電波人間は2体の特徴を受け継いでおり、強化された能力を保持していることもある[15]。

ゲームの進め方は、各ステージであらかじめ指定された目的の達成を目指すステージクリア型となっている。ステージに挑む際にはスタミナゲージを消費し、足りない場合は遊ぶことができない。ゲージは、時間経過で自然回復するほか、ジュエル（ゲーム内アイテム・課金アイテム）の使用でも回復する。また、メインのステージのほかにゲーム内イベントが定期的に開催されている。
すれちがい通信を用いた新要素として、他のプレイヤーのパーティーと1度だけ対戦できる「すれちがいバトル」がある。
ニンテンドーeショップのサービス終了に伴い2023年3月28日をもって配信が終了したが、Ver1.17への更新により、一部オンライン要素を除き引き続き遊ぶことができる。

#### コラボレーション（電波人間のRPG FREE!）
でんぢゃらすじーさん邪
月刊コロコロコミックの2015年12月号と2016年9月号に付属している「尻アルコード」をゲーム内でそれぞれ入力すると、限定イベント「でんぢゃらす王国を救え!」「ダークネスじーさんの逆襲」がオープンする。
100%パスカル先生
2016年の1月から2月にかけて各地で開催された次世代ワールドホビーフェア ‘16Winterで、会場限定の電波人間3人のうち1人を捕まえると、ゲーム内でパスカル先生とコロシアムで対戦する限定イベントがオープンする。パスカル先生は対戦ごとに強くなり、3段階目の「10000％パスカル先生」に勝利するとパスカル先生が仲間になる。

### New 電波人間のRPG
『New 電波人間のRPG』（ニュー でんぱにんげんのアールピージー）は、2017年2月28日にAndroid版が、同年3月9日にiOS版がリリースされた。2019年5月8日をもってサービスを終了している。

#### システム（New 電波人間のRPG）
ニンテンドー3DS向けに展開していた従来のシリーズ作品では周囲のWi-Fi情報から電波人間が生成される仕組みだったが、本作ではGPSの位置情報を基に探し出す方法に変更されている。また、フィールドが廃止されたほか、パーティーの構成人数も従来の8人から5人に減り、うち1人はサポートユニットとなっている。過去作の電波人間を連れてくることはできない。電波人間の出現範囲はプレイヤーの周囲にある住宅の密集度合に左右される。出現するのは日本国内限定で、海上や日本国外では出現しない。
電波人間を仲間に加える方法として、従来のもののほかに、ゲーム内アイテム・課金アイテムのジュエルを消費する「電波人間ガチャ」がある。ガチャの電波人間は、通常よりもレアな特徴を持つ個体が多い。
目的が指定された各ステージをクリアすることでプレイヤーランクが上昇する。なお、本作の電波人間にはレアリティに比例したコストが設定されており、パーティーの編成には、プレイヤーランクに応じたコストの上限以内に収める必要がある（つまり、ランクが低いうちは高レアリティの電波人間を編成できない）。

#### 開発（New 電波人間のRPG）
ジニアス・ソノリティの代表取締役である山名学は4Gamer.netとのインタビューの中で、前作の『電波人間のRPG FREE！』の運営の拡充に限界がきていたため、2015年に株式会社ポケモンと共同開発したスマートフォン向けアプリ『ポケとる』のノウハウを生かしてスマートフォン向けの『電波人間のRPG』を作れるのではないかと考えたことが本作を作るきっかけと述べ、一方で、『電波人間のRPG FREE！』でできなかったことを実現しようとしたら時間がかかってしまったと振り返っている。
前述のように電波人間の出現方法をGPS方式に変更した理由について、iOSの規定ではWi-Fiの情報をアプリに反映することが禁じられているうえ、Androidの開発元であるGoogleはプライバシー保護の観点からWi-Fiの情報をアプリに反映することを推奨していないためとしている。山名は、GPSの位置情報を使うことでゲーム内のイベントで特殊な電波人間を出現させやすくなり、全国規模のイベントもできるようになったと述べている。

#### 評価（New 電波人間のRPG）
4Gamer.netの猫他士郎は、「ステージ上の隠しエリア探しは、幼少時に遊んだRPGを思わせ、手探りの冒険の達成感を再認識させられた。めんどくさいと思う者もいるかもしれないが、スマートフォンで遊べる家庭用ゲーム機向けのRPGが好きな人にはおすすめである。」と評した。

### New 電波人間のRPG FREE!
『New 電波人間のRPG FREE!』（ニュー でんぱにんげんのアールピージー フリー、英題：THE NEW DENPA MEN）は、2024年7月22日から配信されているNintendo Switch用ソフト。基本プレイ無料。2025年3月10日よりiOS版、Android版が配信された。Switch版からのデータ移行も可能。
最大4人のプレイヤーで協力してレアな電波人間を捕まえる「みんなでキャッチ」が新たに追加された。また、戦闘で倒した敵の絵が描かれた「あかし」を集める「あかしコレクション」要素がある。そのほか、島の要素にカジノが追加された。
iOS版、Android版はQRコードを読み取って電波人間を捕まえるQRキャッチが追加される。なおiOS版はOSの仕様上、ノーマルキャッチは使用不可。
電波人間の要素としては、FREE!に比べ以下の変更点がある。
- 上限突破 - FREE!の転生の代替要素。上限突破を行うとレベル上限を10上げることができ、レベルが1上がる。その際、新たな能力を習得または既存の能力が進化することがある。FREE!と異なりゴールドが必要。なお、FREE!の「世代」は削除された。
- 出生 - FREE!と同じく、2体の電波人間から新たな電波人間を誕生させることができる。レベル21以上かつ幸福度が最大値の電波人間が対象となり、基本的に1体の電波人間につき出生は一度のみである。こちらもFREE!とは異なりゴールドが必要。
- スタミナ - FREE!ではステージによって消費量が異なっており、最大値も増加することがあったが、今作では消費量が1または2で固定となり、上限値は最初から5のままである。

物語は、『電波人間のRPG FREE!』の続きであることが示唆されている。一方、本作の主人公は、前作までの主人公とは異なり、名前と外観は固定となっている。また、他作品では主人公をパーティーから外して探索することができたが、今作ではパーティーの先頭で固定されている。

## 主な登場人物

### 電波人間
以下の電波人間はプレイヤーが捕まえるものではなく、固有の人物として物語内に登場する。固有キャラのみ性別が公言されていて、性別の設定がある。
『無印』～『3』までは、パーティ加入者以外の電波人間は登場せず、施設の店員、モブなどの役割は全て地底人と妖精が担っている。
『電波人間のRPG』〜『電波人間のRPG3』の主人公
プレイヤーごとに名前と外見が異なる。『電波人間のRPG2』と『電波人間のRPG3』では、ソフトをダウンロードしたニンテンドー3DS本体に前作のプレイデータがあれば名前と外見を引き継ぐことができる。
ゲーム開始時にプレイヤーに向けて話しかけ、ゲーム内の世界に誘導する。一人称は「ボク」で、語尾に「〜ですよう」とつけるのが口癖。
『電波人間のRPG』のエンディングで、後述のあかりと結婚し、『電波人間のRPG2』以降には2人の間に生まれた息子のテルと娘のルナが登場する。アンテナは「ふっかつ」。
あかり
本作のヒロインでシンボルキャラクター。『電波人間のRPG』で主人公のガールフレンドとして登場する。一人称は「私」。主人公との関係は、未来を舞台とする『電波人間のRPG2』では夫婦、過去を舞台とする『電波人間のRPG3』では幼馴染となっている。体色はオレンジ色。
後述の「まおう」に好意を抱かれさらわれるが、主人公の活躍により救出される。アンテナは「みんなかいふく」。
テル
主人公とあかりの息子で、ルナの兄。一人称は「ボク」。体色は黄色で、アンテナは「たくわえる」。幼い妹を常に心配している。勇敢で真面目な性格。
ルナ
主人公とあかりの娘で、テルの妹。一人称は「ルナ」。体色はピンクで、アンテナは「ステルス」。泣き虫で甘えん坊だが、おしゃれ好きなどおませな部分もある。好物はメロン（3より）。
なお、『電波人間のRPG3』では『電波人間のRPG2』のプレイデータがある場合にテルとルナを呼び出すことができるが、生まれる前の時代が舞台であることから、タイムパラドックスが起きないよう、二人は主人公とあかりの子供達である事を隠している。
みちる
あかりの父。体色は赤で、アンテナは「かいふく」。考古学者。一人称は「僕」。英語交じりの言葉で話す。
ひのわ
あかりの母。体色は孫のテル同様黄色で、アンテナは「つかまえる」。一人称は「私」。ピンクの眼鏡をかけている。怪我をしていて冒険に行けずデンパ島で店番をしていたが、怪我の完治後に仲間になる。性格は活発で冒険好き。
『電波人間のRPG FREE!』の主人公
プレイヤーごとに名前と外見が異なる。アンテナは「ふっかつ」。『電波人間のRPG3』までの主人公と比べて控えめな性格をしている。物語冒頭で他の電波人間たちに虐められていたときにプレイヤーと出会い、強くなるべく伝説の装備を集める旅に出る。好物はメロン。
こうた
『New 電波人間のRPG FREE!』の主人公。体色は黒で、アンテナは「ふっかつ」。『電波人間のRPG FREE!』の主人公に近い性格をしており、正義感は強いが心優しく引っ込み思案な部分がある。物語冒頭で仲間の電波人間が他の電波人間たちに虐められていたときにプレイヤーと出会い、強くなるべく伝説の装備を集める旅に出る。好物はメロンとバナナ。

### その他の人物
まおう
『電波人間のRPG』であかりを誘拐した人物。作中で何度も戦うことになり、その際に名前が「まおう → だいまおう → しんまおう」と変化する。
『電波人間のRPG2』では「じゃあくのまじょ」の配下となっていたが、行方不明のあかりを捜すため主人公に協力したことでまじょの怒りを買い、「地の獄」と呼ばれるダンジョンに追放される。
過去の時代が舞台の『電波人間のRPG3』では、泥のモンスター「ドローン」の覚醒後の姿がまおうであるという事実が明らかになる。
地底人
主に地底で生活している種族。電波人間のよき隣人的存在。鼻が長いのが特徴。色々な場所で穴を掘り、土を食べて暮らしている。『電波人間のRPG2』では土の付け合わせの嗜好が魚派と野菜派に分かれている。
たどたどしい喋り方が特徴だが、『電波人間のRPG3』の「地底の町」で暮らす褐色肌の「はじまりの一族」は言語能力が発達した事と、地上とは文化が違う為、流暢な言葉で話す。
本作の名モブ、ガイド的なポジションである。
妖精
電波人間のもう一人の隣人的存在。各地にある里にいる妖精。里は複数あり、それぞれ別の女王が治めている。性別は女性のみ。最も偉大な女王は「リラ」で、リラの妹の名前は「ライラ」。電波人間や子供の地底人のみ視認できる。2頭身の妖精の他に4頭身の妖精も存在し、上級妖精とされている。
デザインは『電波人間のRPG』と『電波人間のRPG2』以降で大きく異なっている。
妖精の中には電波人間を「下等な種族」として見下す者もいるが、仲は良好である。

## 攻略本
- 『電波人間のRPG2 完全攻略本』（2012年11月22日発売、徳間書店、ISBN 4198635382）
- 『電波人間のRPG3 完全攻略本』（2013年9月20日発売、徳間書店、ISBN 4198636834)
- 『電波人間のRPGFREE! 完全攻略本』（2014年9月5日発売、徳間書店、ISBN 4198638632）
- 『電波人間のRPG FREE! 完全攻略本 プラス：ステージ1～20補増版~』（2016年3月26日発売、徳間書店、ISBN 4198640823）
- 『電波人間のRPG FREE! レッツ! 完全クリア!』（2015年11月26日発売、ダイアプレス、ISBN 4802300948）

## 漫画作品
電波人間のMNG!!（萬屋不死身之介作）
『電波人間のRPG FREE!』が題材。主人公のガンマと、人間の少年・江礼木テル（ゲーム本編に登場するテルとは無関係）が織り成すギャグ作品である。単行本は全2巻で、1巻にはガンマとガンマの友達の電波人間・アロマをゲーム内で入手できる限定シリアルコードが付いている。
1. （2016年7月28日発売、小学館、ISBN 4091421946）
2. （2017年10月27日発売、同上、ISBN 4091425763）

New 電波人間のRPG（まえだくん作）
月刊コロコロコミック2017年4月号掲載の読み切り作品。